# آلن اشنایدر
آلان اشنایدر (به انگلیسی: Alan Schneider) کارگردان تئاتر اهل ایالات متحده آمریکا بود که در ۱۲ دسامبر ۱۹۱۷ میلادی زاده شد و در ۳ مه ۱۹۸۴ میلادی درگذشت.